# AV30
「AV30」（エーブイさんじゅう）は、アダルトビデオ30周年を記念したプロジェクト。

## 概要
2011年11月2日、プロジェクトの記者会見が行われ、カンパニー松尾、小倉奈々、成瀬心美、麻美ゆま、笠木忍、小室友里が出演、村西とおるもビデオ出演した。
2011年12月30日、アダルトビデオ生誕30周年を記念して、ライターの安田理央監修による 時代とメーカーを超えたコンピレーションDVD第1弾が配信開始、2012年7月12日にはそれぞれのメーカー監修によるコンピレーションも配信された。
2012年1月から活動が始まり、2012年1月5日- 2月29日に行われたAV30企画のファン投票 では、つぼみが1位に選ばれた。
2012年6月21日には、東京都新宿区のライブハウスで感謝祭が行われ、麻美ゆま、つぼみ、小室友里、カンパニー松尾監督がトークショーを行った。

## 人気投票
| 順位 | 女優名       |
| ---- | ------------ |
| 1    | つぼみ       |
| 2    | 麻美ゆま     |
| 3    | 吉沢明歩     |
| 4    | 川島和津実   |
| 5    | 成瀬心美     |
| 6    | 古都ひかる   |
| 7    | 小倉ゆず     |
| 8    | さとう遥希   |
| 9    | 絵色千佳     |
| 10   | Rio          |
| 11   | 南波杏       |
| 12   | 里美ゆりあ   |
| 13   | 星野ひかる   |
| 14   | 七沢るり     |
| 15   | あいだゆあ   |
| 16   | 仁科百華     |
| 17   | 希崎ジェシカ |
| 18   | 北条麻妃     |
| 19   | 高樹マリア   |
| 20   | 由愛可奈     |
| 21   | 音市美音     |
| 22   | 麻倉憂       |
| 23   | 藤沢マリ     |
| 24   | 大橋未久     |
| 25   | 西野翔       |
| 26   | 浜崎りお     |
| 27   | かすみ果穂   |
| 28   | 希志あいの   |
| 29   | JULIA        |
| 30   | 風間ゆみ     |
| 31   | 初音みのり   |
| 32   | 上原瑞穂     |
| 33   | 羽月希       |
| 34   | 希美まゆ     |
| 35   | 北川瞳       |
| 36   | 青山菜々     |
| 37   | 穂花         |
| 38   | 早乙女ルイ   |
| 39   | 立花里子     |
| 40   | 横山美雪     |
| 41   | 小倉奈々     |
| 42   | 及川奈央     |
| 43   | 妃乃ひかり   |
| 44   | 堤さやか     |
| 45   | 川上ゆう     |
| 46   | 七海なな     |
| 47   | 有村千佳     |
| 48   | 遠藤ななみ   |
| 49   | 長澤あずさ   |
| 50   | 管野しずか   |
| 51   | 佐山愛       |
| 52   | 白石ひより   |
| 53   | 蒼井そら     |
| 54   | 大沢美加     |
| 55   | 晶エリー     |
| 56   | 桜木凛       |
| 57   | 篠めぐみ     |
| 58   | 天海つばさ   |
| 59   | 澤村レイコ   |
| 60   | 瑠川リナ     |
| 61   | 琥珀うた     |
| 62   | 大堀香奈     |
| 63   | 白石ひとみ   |
| 64   | 森下くるみ   |
| 65   | 明日花キララ |
| 66   | 鮎川なお     |
| 67   | 結城みさ     |
| 68   | 朝岡実嶺     |
| 69   | 朝河蘭       |
| 70   | 朱音ゆい     |
| 71   | 妃悠愛       |
| 72   | 青木玲       |
| 73   | 小沢菜穂     |
| 74   | 水城奈緒     |
| 75   | ほしのあすか |
| 76   | かすみりさ   |
| 77   | 椎名ゆな     |
| 78   | 小坂めぐる   |
| 79   | 若林優       |
| 80   | 波多野結衣   |
| 81   | 葵みのり     |
| 82   | 星野あかり   |
| 83   | みひろ       |
| 84   | 乃亜         |
| 85   | 冬月かえで   |
| 86   | 周防ゆきこ   |
| 87   | 森ななこ     |
| 88   | 二宮沙樹     |
| 89   | 牧原れい子   |
| 90   | 青木美空     |
| 91   | 美雪ありす   |
| 92   | 笠木忍       |
| 93   | みづなれい   |
| 94   | 春菜はな     |
| 95   | 水元ゆうな   |
| 96   | 中森玲子     |
| 97   | 乃々果花     |
| 98   | 桜朱音       |
| 99   | 美里真理     |
| 100  | 鶴田かな     |

## ディスコグラフィ
- AV30年史 ○○編

1. 不朽の名作シリーズ
2. 最高にエロいSEX
3. ハード・陵辱の名作
4. 最高にエロい超大作AV
5. 素人の最高にエロいSEX
6. M女優の最高にエロいプレイ

- AV女優100人

1. 時代とメーカーを越えてセレクション
2. 伝説&現役のトップ女優たち
3. 超人気女優から、幻の女優まで

- ○○AV女優の頂点【○○年代セレクション】
  - 美少女

1. 【1990年代】
2. 【2000年代】

- - 巨乳

1. 【1980 - 90年代】
2. 【2000年代】

- - ナイスボディ
- 個人総集編
  - メーカー横断ベスト!!! ○○8時間

1. 小室友里
2. カンパニー松尾
3. つぼみ
4. 風間ゆみ
5. 麻美ゆま

- - ○○ 4時間

1. 前田優希ベスト（ABC/妄想族）
2. パイパンのつぼみ（TMA）
3. 瀬名さくらコンプリート（マルクス兄弟）

- 【AV女優日本代表】○○☆JAPAN

1. ロリータ
2. 熟女
3. ギャル☆JAPAN 白×黒ギャル史を総まとめ

- ○○の殿堂

1. 制服美少女【最上級のAV女優×女子校生】
2. 痴女【最高最強の淫乱プレイ】
3. アナルSEX【肛門プレイ大全】
4. Wキャスト【人気女優が奇跡の共演】
5. AVデビュー【初めての羞じらいセックス】

- AV30GP【○盤】メーカーが選ぶ最高にヌケるSEX

1. 【赤盤】
2. 【青盤】

- AV女優☆人気投票 〜みんなが選んだAV30年オールタイムベスト女優48人〜；第1位はつぼみ、第2位は麻美ゆま、第3位は吉沢明歩[11]
- 【AV30】メーカー別

1. 祝AV30周年 MOODYZは全部ガチ!! 歴代超人気女優100人 超人気シリーズ真性中出しコンプリート12時間
2. S1 BOYS COLLECTION 一徹中毒 鈴木一徹×S級女優4時間
3. 凌辱の殿堂、ATTACKERSへようこそ。
4. IP神7（アイデアポケット）
5. AV30×Madonnaマドンナが愛した美熟女30人8時間
6. OPERA専属デビューニューハーフCOMPLETE BOX
7. エロいのよりもうけるの優先 クロス ハチャメチャ企画AVを集めてみました
8. 祝AV30周年3穴ごっくん!中出し27発・アナル28発・ごっくん29発（エムズビデオグループ）
9. 今でも見たい熟女から旬な熟女まで総まとめ! BEST HIT美熟女（溜池ゴロー）
10. アソコ・ヴィショヴィショ・30連発 PREMIUM SPLASH HISTORY 8時間
11. 風雲児全14作品完全COMPLETE!!（イエロー）
12. Vだけしか見られない浣腸作品集神BEST
13. kawaii*美少女大図鑑
14. BLACK GAL 黒ギャル限定!!特別編 超絶FUCK SPECIAL（kira☆kira）
15. 強姦のされすぎで意識が朦朧としている女をさらに犯し性処理だけの肉の塊にする!（ダスッ!）
16. 純粋無垢な美少女の恥ずかしがる着替えとその余韻の中で…
17. E-BODY濃厚SEXBEST20
18. 腰をカクカク動かしながら気持ち良さそうに絶頂する女!（アンナと花子）
19. ぬるぬる濡れ透けるおっぱい4時間（OPPAI）
20. 淫乱AV乱丸 絶頂昇天トランス乱交4時間
21. 胸キュン素人援●交際4時間（胸キュン喫茶）
22. 家庭教師 盗撮授業8時間（BeFree）
23. 厳選美ッ痴女性交-究極の快楽に溺れ狂う美女-
24. ぽちゃぷりの全てをココに!! 2011年ベスト10 特別価格版
25. マニアック・パイパン・中出し!ヌケる素人続々放出!発売総タイトル数1000を超えるKARMA作品の中から選りすぐりの100タイトルを厳選大総集編
26. ウラ美少女 芸能人・グラドル・着エロアイドル・素人大集合!28800秒のBEST SEX!!（カルマ）
27. 小○生野外中出しレイプ（I.B.WORKS）
28. 「主観×巨乳」大容量スペシャル!（アウダースジャパン）
29. 裏・人妻中出し哀願 8時間（青空ソフト）
30. S級熟女決定版!!ベストオブ義母中出し 4時間（VENUS）
31. 忘れられない1990年代の美少女（h.m.p）
32. BEST FETISH SELECTION 渡辺琢斗の世界（AVS collector’s）
33. 悶絶する最高級おっぱい生々しい性交 4時間 新フェチモザイク（ABC/妄想族）
34. S-Cute 制服娘コレクション 8時間
35. オーロラ・プロジェクト 伝説の巨乳コレクション
36. 学園舎伝説
37. AV30記念 クリスタル映像 THE BEST 100人8時間SP
38. ゴーゴーズ大人気シリーズ一挙公開。ガッツリ魅せます! 3 in 1
39. 巨尻美尻大図鑑（実録出版）
40. ジャネス TOP50 8時間
41. 強姦された金髪美女たち!実録レイプ映像!誘拐・監禁・レイプ・犯され続け膣内射精肉便器になった美しき金髪女性たちの泣き叫び声!（スパルタン/妄想族）
42. タカラ映像 100人8時間
43. 巨乳に始まり爆乳に終わらず、超乳までイッちゃった!チェリーズの爆乳は一見にしかず 総勢240人8時間（チェリーズ）
44. digitalark BEST
45. 拘束椅子全集 Vol.2（ドグマ）
46. 豊彦企画4時間SUPERベスト
47. 中嶋興業ベスト陵辱の皇
48. レジェンド8時間2枚組 さやか、あい、あずき、ゆり（ハヤブサ）
49. PETERS&LOTUS THE HISTORY 100人 8時間
50. 新人ロリっ娘多数収録豪華生粋美少女30人元気ハツラツきらめきティーンEnjoySex!ぶっ掛け抜けた性春（First Star）
51. FETISH BOX 2012 上半期ベスト10
52. 完全生涯保存版 永遠なる淫舞 美しき女神たち（BabyEntertainment）
53. HOT ENTERTAINMENTの素人ナンパ30名!!見ごたえ最高クラスの素人女性のみをピックアップ!絶対損をさせない4時間スペシャル!!
54. 他メーカーでは絶対見られない! 独占! ありえない超乳! 素人限定! 8時間 18+1作品 ぜんぶ見せます!（ボンボンチェリー/妄想族）
55. マキシング5周年記念スーパーベスト歴代女優売上TOP100 ど〜んと8時間全て高画質で見せちゃいます。
56. MILUカタログ 狂一 VS Dopamix
57. 真正中出しの殿堂モブスターズ!全てゴムなし擬似なし真正中出し!中出しAVの歴史を塗り変えたコンプリートベスト・クロニクル 8時間
58. LESBIAN TITLE BEST COLLECTION ユーアンドケイ レズ作品集171
59. ルビー創立20周年記念作品ガッツリ魅せます!歴代売上ランキングBEST60
60. GLORYQUEST GREAT GLAMOROUS BEST
61. 黒人巨大マラVSニッポンの熟女 熟女総合メーカーグローバルメディア完全保存版 8時間（グローバルメディアエンタテインメント）
62. カンパニー松尾VS働くスケベお姉さん 8時間（ドリームチケット）
63. カマタ映像ベスト 俺たちの熟女80人